# Topçu

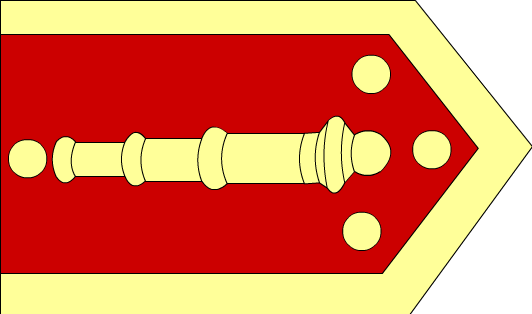
Sandschak der Topçu

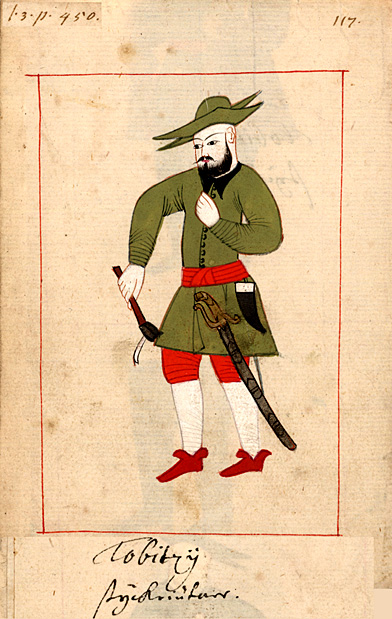
Miniatur eines osmanischen Artilleristen (schwedische Bildunterschrift: „Tobitzij – styckeiunkare“)

Topçu (osmanisch طوپجی اوجاغی İA Ṭopcı Ocaġı), Plural Topçular (deutsch „Artilleristen, Kanoniere“), ist der Name der Artillerietruppe des Osmanischen Reiches, einer Waffengattung innerhalb der Osmanischen Armee. Durch Marsiglis Werk Stato militare dell’Imperio Ottomanno hat sich in der europäischen Literatur teilweise auch der Name Topey eingebürgert. Diese beruht auf einem Lesefehler („e“ statt „c“) des Setzers oder eines Kopisten. Noch heute tragen die Topçular Mescidi in Istanbul (مسجد, masdschid, „Ort der Niederwerfung“, eine kleinere Moschee, in der keine Freitagsgebete stattfinden) und der Fährhafen Topçular am Marmarameer (am Südufer der Einfahrt in den İzmit Körfezi) diesen traditionsreichen Namen.

## Entstehung
Ab der ersten Hälfte des 14. Jahrhunderts wurde Schwarzpulver in Europa für Geschütze verwendet. Jedoch war die Wirkung anfangs nur bei Belagerungen bemerkenswert, für Feldschlachten fast unbedeutend. Die mobile Feldartillerie der Hussiten und der manchmal erfolgreiche Einsatz der neuen Waffe durch den Burgunderherzog Karl den Kühnen waren Ausnahmen.
Das Osmanische Reich begann sehr bald mit dem Aufbau einer Artillerie, nach Buchmann um 1389, wobei in den Anfangszeiten auch noch klassische Wurfmaschinen (Katapult, Balliste) dazu gezählt wurden. Die Organisation der Topçular ging auf Sultan Mehmed II. zurück. Nicolae Iorga überliefert dessen Weitblick: […] daß durch den Gebrauch des Pulvers ein neues, andersartiges Zeitalter in der Entwicklung der Kriegskunst eröffnet worden war.

## Organisation
Die Topçular waren in den Standorten der Serratkuli-Truppe in Anatolien und Rumelien kaserniert. Doch war sie eine Einheit der Kapıkulu, unmittelbar ihrem General, dem Topçu Başı / طوپجی باشی, unterstellt und dieser direkt dem Sultan. Der Topçu Başı, bei Marsigli Topey Pascha genannt, war einer der ranghöchsten militärischen Würdenträger. Marsigli berichtet: […] hat eine despotische Gewalt über all diejenigen inne, die an den Kanonen arbeiten; er muss stets über den Stand der Dinge in den Magazinen […] informiert sein. Er war dem Janitscharen-Agha und den Paschas gleichgestellt und gehörte zur Gruppe der „Steigbügel-Aghas“, die an den Dīwānsitzungen zwar teilnahmen, aber stehen mussten. Nach Hans Miksch war er auch automatisch Mitglied des Kriegsministeriums, dessen Vorsitz der Janitscharen-Agha innehatte. Bei der von Süleyman dem Prächtigen drei Wochen lang gefeierten Beschneidungszeremonie von vier Prinzen war er einer der Ehrengäste beim Bankett des Sultans. Zu den Topçular zählten die kämpfenden Artillerietruppen, der Artillerietrain (Top Arabacı / طوپ عربه جی), die Geschütz- und Munitionsgießereien (Cebeci / جبه جی) sowie die Mineure, die für Laufgräben- und Stollenbau (Lağımcı / لغمجی) sowie Minenlegen (Humbaracı / خمبره جی) zuständig waren.

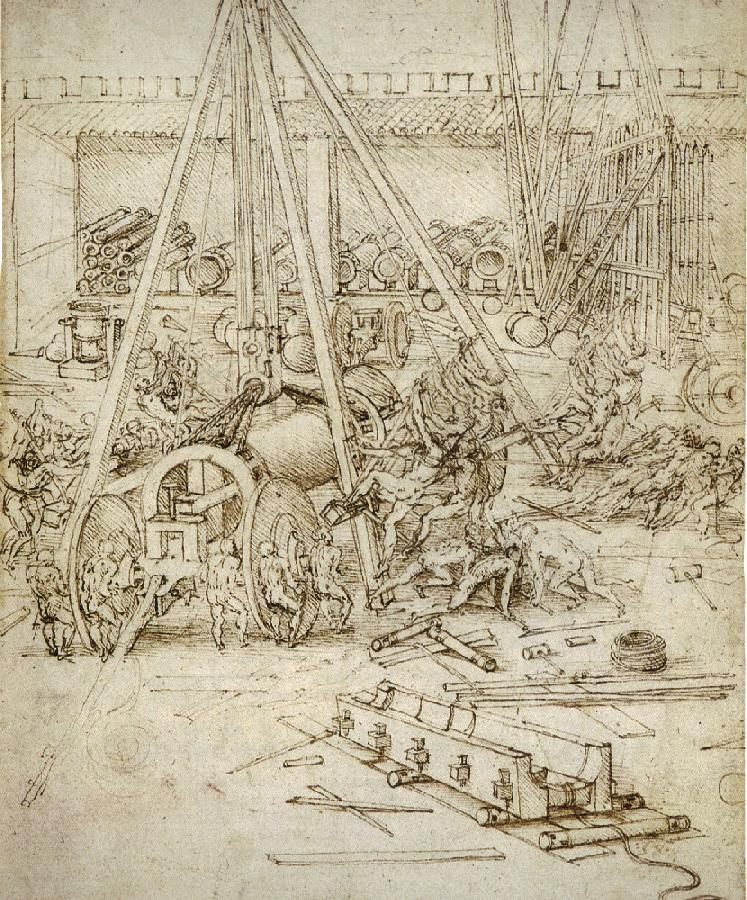
Bau eines Geschützes

Der Büchsenmeister war ein „Generalunternehmer“, er baute und bediente die Kanonen. Sehr oft wurden Belagerungsgeschütze (meist Mörser) wegen ihrer enormen Größe direkt vor Ort gegossen. So wurde wegen der weiten Transportwege in Belgrad eine Kanonengießerei eingerichtet. Das Gussmaterial und die Formen wurden aus Istanbul angeliefert (Siehe auch Topčider). Nach Marsigli „[…] sind, wenn Kanonen fertiggestellt wurden, der Großwesir und die wichtigsten Minister der Pforte zugegen“.
Ein berühmter Büchsenmeister ist etwa der Stückgießer namens Urban (Orban), ein Christ aus Osteuropa, der für Mehmed II. eine große Anzahl von Kanonen entwarf und baute, vorerst für die beiden Burgen Anadolu Hisarı und Rumeli Hisarı, die den Bosporus an seiner engsten Stelle sperrten. Mit dem ersten fertiggewordenen Geschütz soll beim Probeschuss eine Venezianische Galeere versenkt worden sein. 1464 konstruierte der Büchsenmeister Mimir Ali mit dem Dardanellengeschütz mit einer Lauflänge von 5,18 m und einem Kaliber von 63 cm das größte osmanische Bronzegeschütz, das bis heute erhalten ist. Es steht heute in der Ausstellung der Royal Armouries im englischen Hampshire. Im gleichen Jahr mussten die Osmanen die Großgeschütze, die der Stückmeister Jörg von Nürnberg gegossen hatte, nach der vergeblichen Belagerung von Jajce im Fluss Vrbas versenken. Die Ungarn bargen sie und verwendeten sie weiter.

## Geschütze

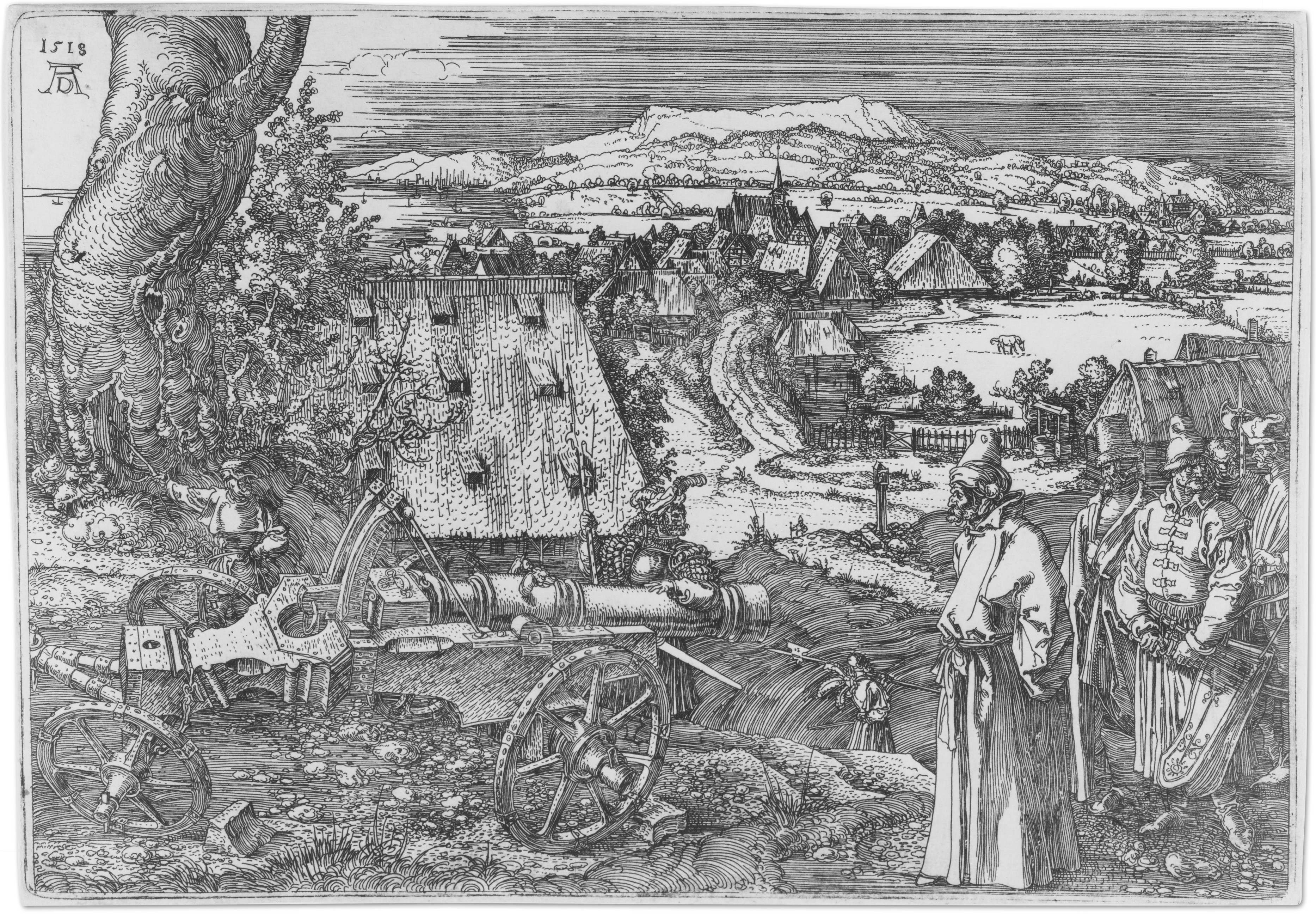
Türken mit einer Nürnberger Feldschlange, Radierung von Albrecht Dürer

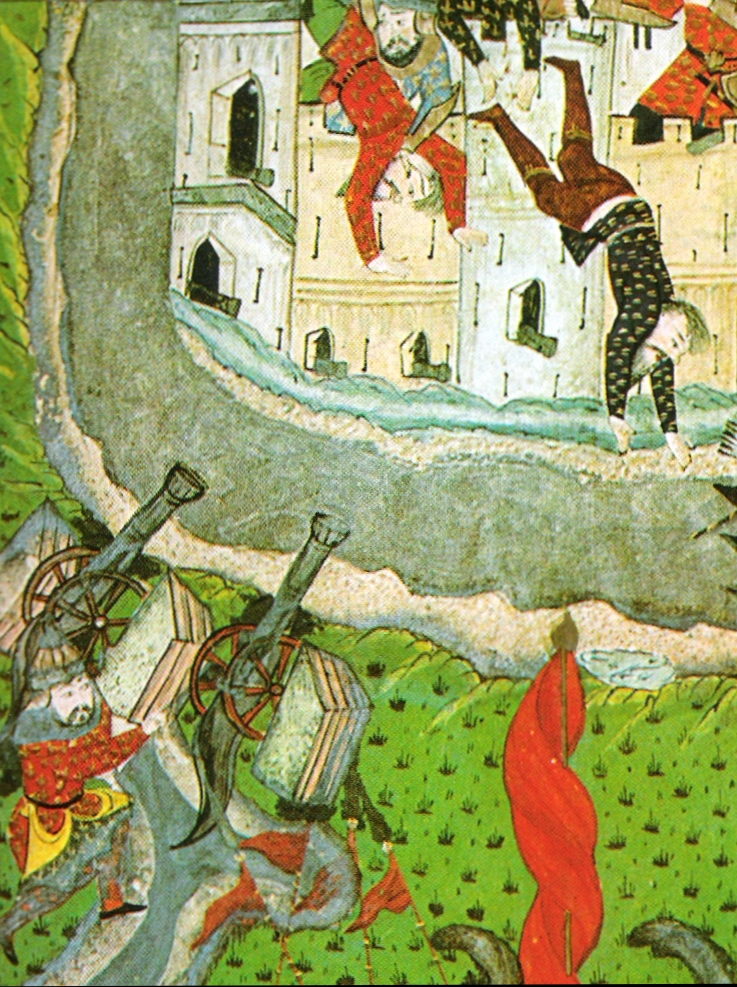
Topçu (vorne links) bei der erfolgreichen osmanischen Belagerung von Becse an der Theiss im Jahre 1551

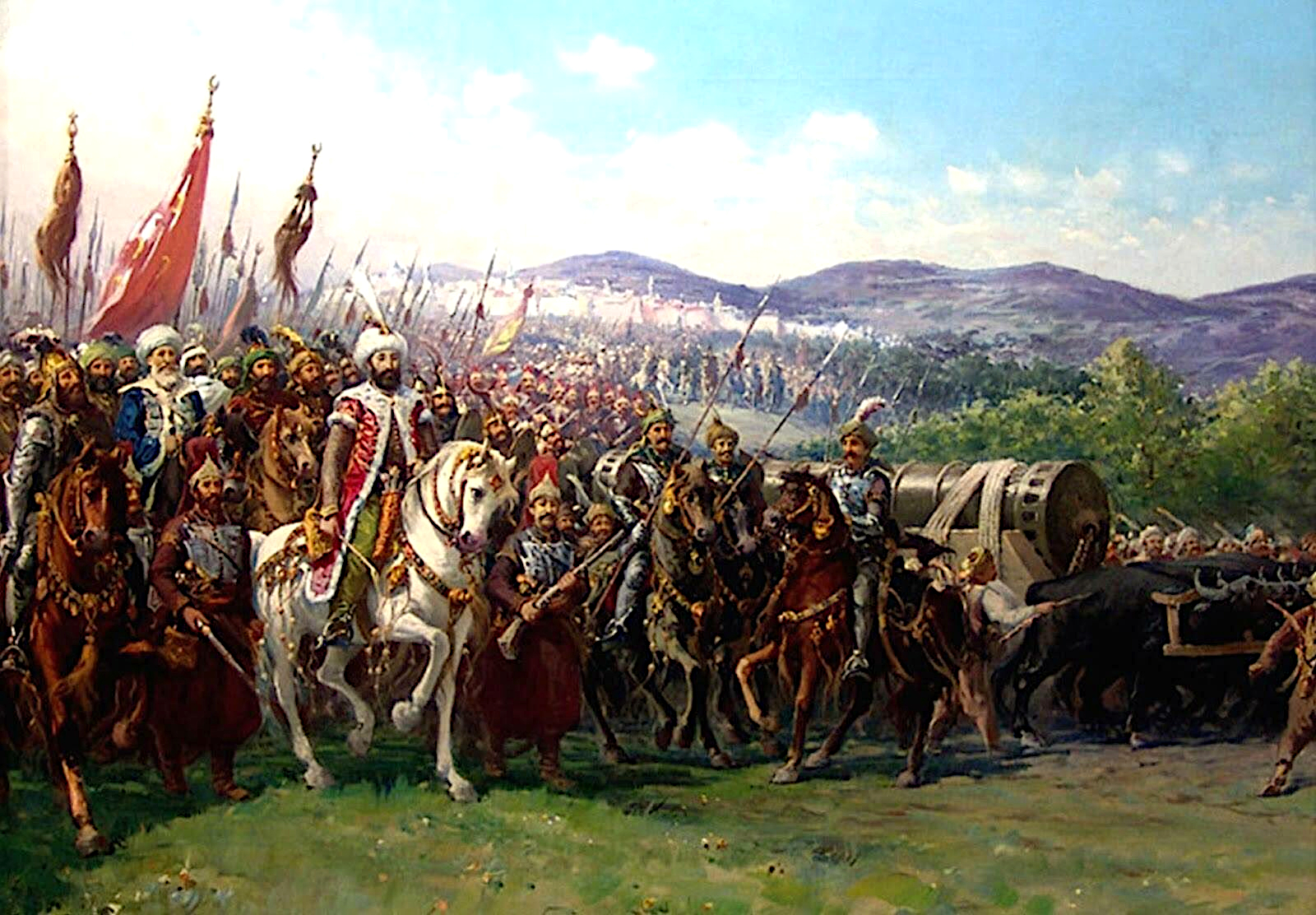
Mehmed II. der Eroberer lässt ein Riesengeschütz vor Konstantinopel in Stellung bringen.

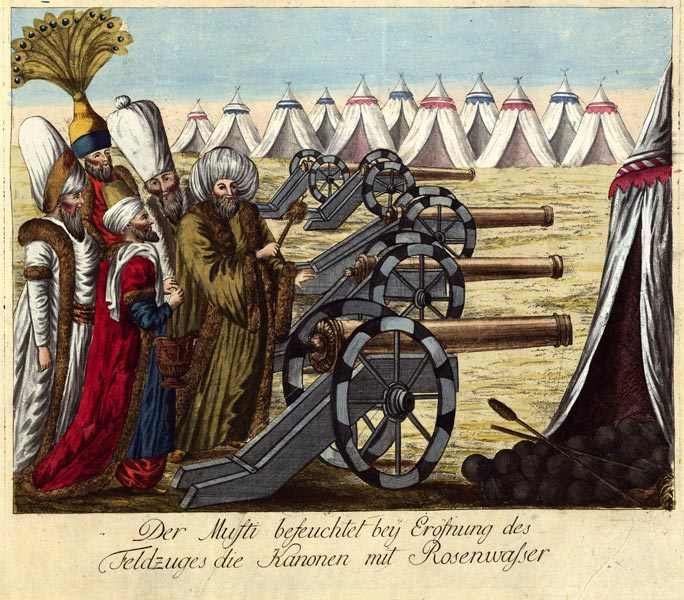
Der Mufti weiht die Kanonen vor der Schlacht.

Außer den Riesenkanonen und -mörsern, die meist für bestimmte Belagerungen hergestellt wurden, bildete sich im Lauf der Zeit eine Reihe von Geschütztypen heraus. In den Aufzeichnungen des Siegelbewahrers Hasan Ağa über den Feldzug 1663 und 1664 seines Herren, des Großwesirs Köprülü Fâzıl Ahmed Pascha, werden sie mehrmals genannt. Zwei Kategorien sind erkennbar, wobei die Grenzen allerdings fließend sind (Kaliberangaben bei Vajda, Umrechnungsfehler durch Übersetzungen möglich):
Die Belagerungs- und Festungsgeschütze
- Balyemez, volksetymologisch (türk. „Isst nie Honig!“) abgeleitet vom deutschen „Faule Metze“, vom italienischen pallamezza (mittlere Kugel) oder mezzo bombarda (halbe Hauptbüchse), Kugelgewicht 25 bis 35 kg, Kaliber ≈ 21 cm[13]
- Sultan-Süleyman-Kanonen, mit Namen wie Delitop (Tolle Kanone) oder Karadeve (Schwarzes Kamel)[14]
- Mörser, Steilfeuergeschütze mit sehr großem Munitionsgewicht[15]

Die Feldgeschütze
- Kolomborna, Kolubrine, Couleuvrine (frz.), Feldschlange, Kugelgewicht 1 bis 2 kg, Kaliber ≈ 18,5 cm[16]
- Şahî-Kanone (türkisch şâhî = königlich, oder şahin = Königsfalke), leichtes Feldgeschütz, ähnlich dem Falkonett (leichte Feldschlange), Kaliber 2,8 cm[17]
- Şayka-Kanone, hauptsächlich auf den Donauschiffen (Tschaiken, türkisch/serbisch şayka)[18]

Seit der Heeresreform ab 1725 wurden die Topçular immer mehr auf moderne abendländische Waffen umgestellt, teils durch Importe, teils durch Nachbauten (siehe auch Absatz Zeit nach 1683).

## Geschichte bis 1683
Hammer-Purgstall berichtet in seiner Geschichte des Osmanischen Reiches über die Verwendung von Geschützen des Büchsenmeisters Heider in der ersten Schlacht auf dem Amselfeld (1389). Andere Quellen erwähnen dies jedoch nicht.
Für die Sperre der Meerenge des Bosporus sowie die Eroberung Konstantinopels im Jahr 1453 förderte Mehmed II. den Bau von gewaltigen Kalibern. Orbans Riesengeschütz, das Kugeln von 500 kg abfeuern konnte, wurde mit einem Zug von 50 Paar Ochsen in Stellung gebracht. Bei der Belagerung von Belgrad (1456) waren […] zwei und zwanzig kolossale Kanonen, welche in der Länge nicht weniger als 27 Fuß maßen, und sieben gewaltige Mörser, aus denen Steinkugeln von noch nie gesehener Größe geschleudert wurden. Das kleinere Belagerungsgeschütz soll sich auf mehr als 300 Feuerschlünde von verschiedenem Kaliber belaufen haben […], schreibt Johann Wilhelm Zinkeisen. Beim Rückzug der Osmanen mussten sie aufgegeben werden, doch ließ der Sultan sie vorher vernageln (das heißt in das Zündloch wurde ein Eisenstift hineingeschlagen, wodurch sie unbrauchbar wurden). Auch bei der Belagerung von Otranto in Süditalien (1480) wurden von Mehmed solche Geschütze eingesetzt.
Süleyman der Prächtige eroberte Rhodos 1522 von den Johannitern. Dabei ließ er zur Zerstörung der Befestigungen einen Mörser bauen, der Steinkugeln mit einem Umfang von 3 m verschoss. In der Schlacht bei Mohács (1526) schlug er die Ungarn durch massierten Artillerieeinsatz. Der erste Sturm auf Wien scheiterte, weil Süleyman die schwere Belagerungsartillerie in Buda zurückließ. Für den missglückten Eroberungsversuch Maltas, seine Gegner waren zum zweiten Mal die Johanniter, ließ er die Schiffsartillerie mit sehr großen Kalibern ausstatten. Monsieur de Petremol, Frankreichs Botschafter an der Hohen Pforte, berichtete nach Paris: […] zwanzig Geschütze von exzessiver Größe und von enormem Kaliber wurden gegossen […]. Im Besonderen gibt es aber ein Stück, bei dem man denkt, kein Schiff ist groß genug, um es an Bord zu nehmen.
Erstmals 1596 in der Schlacht bei Mezökeresztes war die österreichische Artillerie den osmanischen Topçu überlegen. Doch verspielte der schwache Heerführer Erzherzog Maximilian III. diesen Vorteil gegen den Sultan Mehmed III. Die Osmanen vertrauten trotzdem weiterhin ihrer Artilleriemacht, sie übersahen den Fortschritt des Abendlandes in der Fortifikationstechnik. Hasan Ağa schreibt über die Beschießung von Neuhäusl 1663: […] das Feuer aus den Geschützen eröffnet. Rings um die Festung waren insgesamt 21 Balyemez-Geschütze aufgestellt […]. Aber die Festung war so stark, dass die Geschütze ihr nichts an haben konnten. Erst der Einsatz der Mineure sprengte Breschen für die Sturmtruppen in die Mauern. Und so hielt sich bei der zweiten Wiener Türkenbelagerung die Stadt lang genug gegen die Beschießung, bis das Entsatzheer eintraf. Damit endete auch die Phase der osmanischen Expansion nach Westen.

## Bildergalerie 1

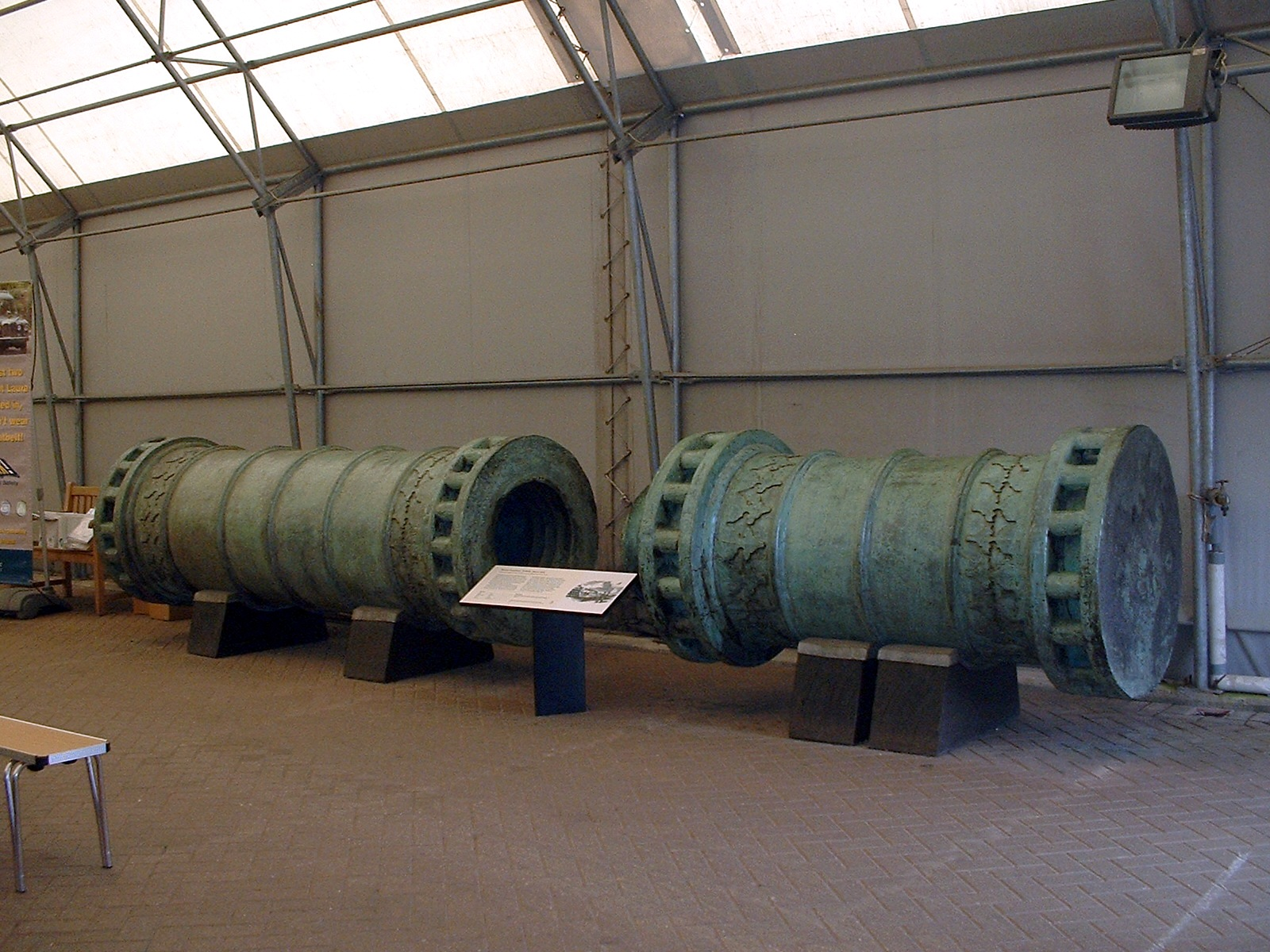
Bombarde 15. Jahrhundert, Pulverkammer und Rohr zum Transport zerlegt
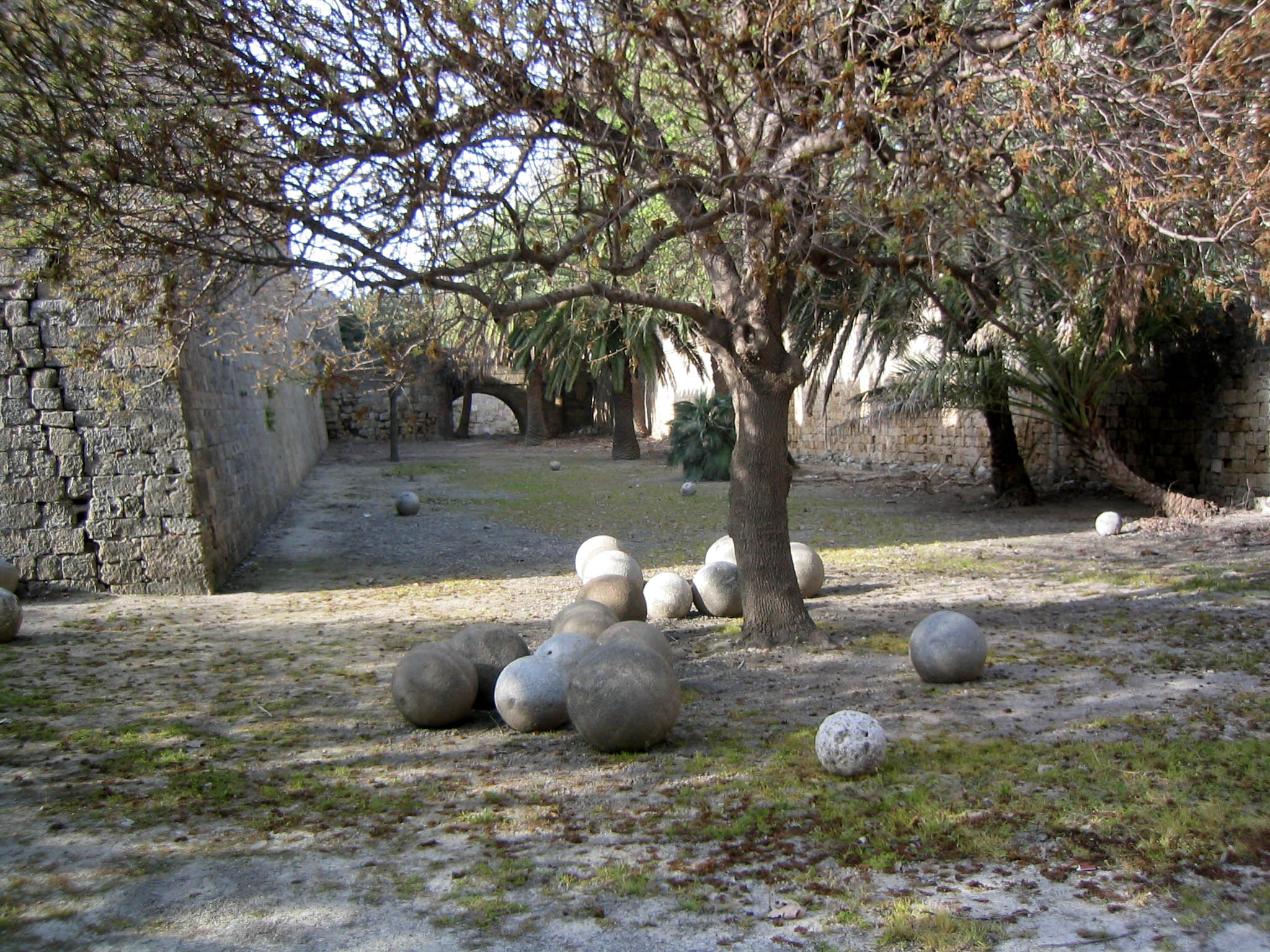
Steinerne Kanonenkugeln vom Kampf um die Johanniter-Festung Rhodos
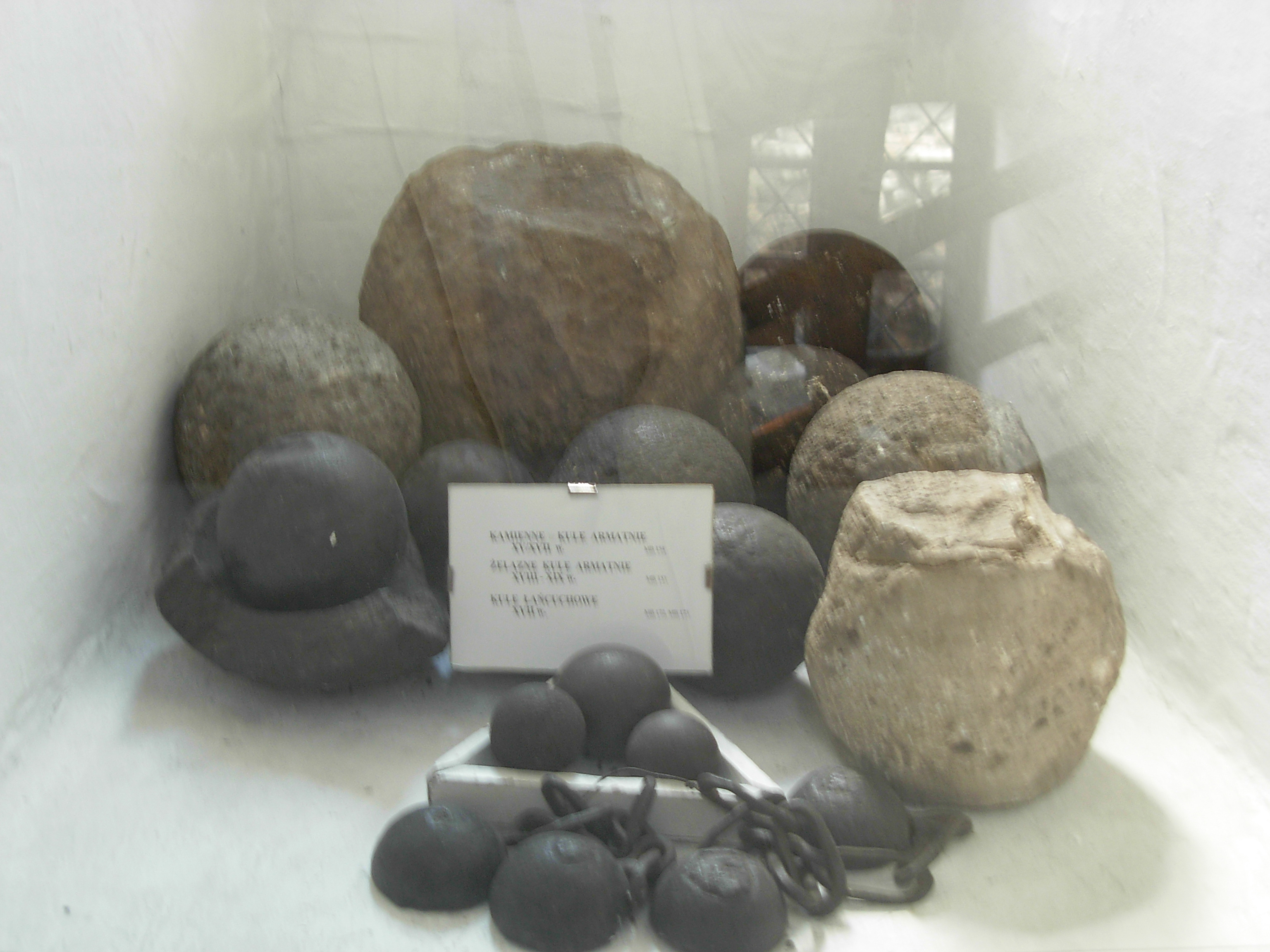
Stein- und Eisengeschosse
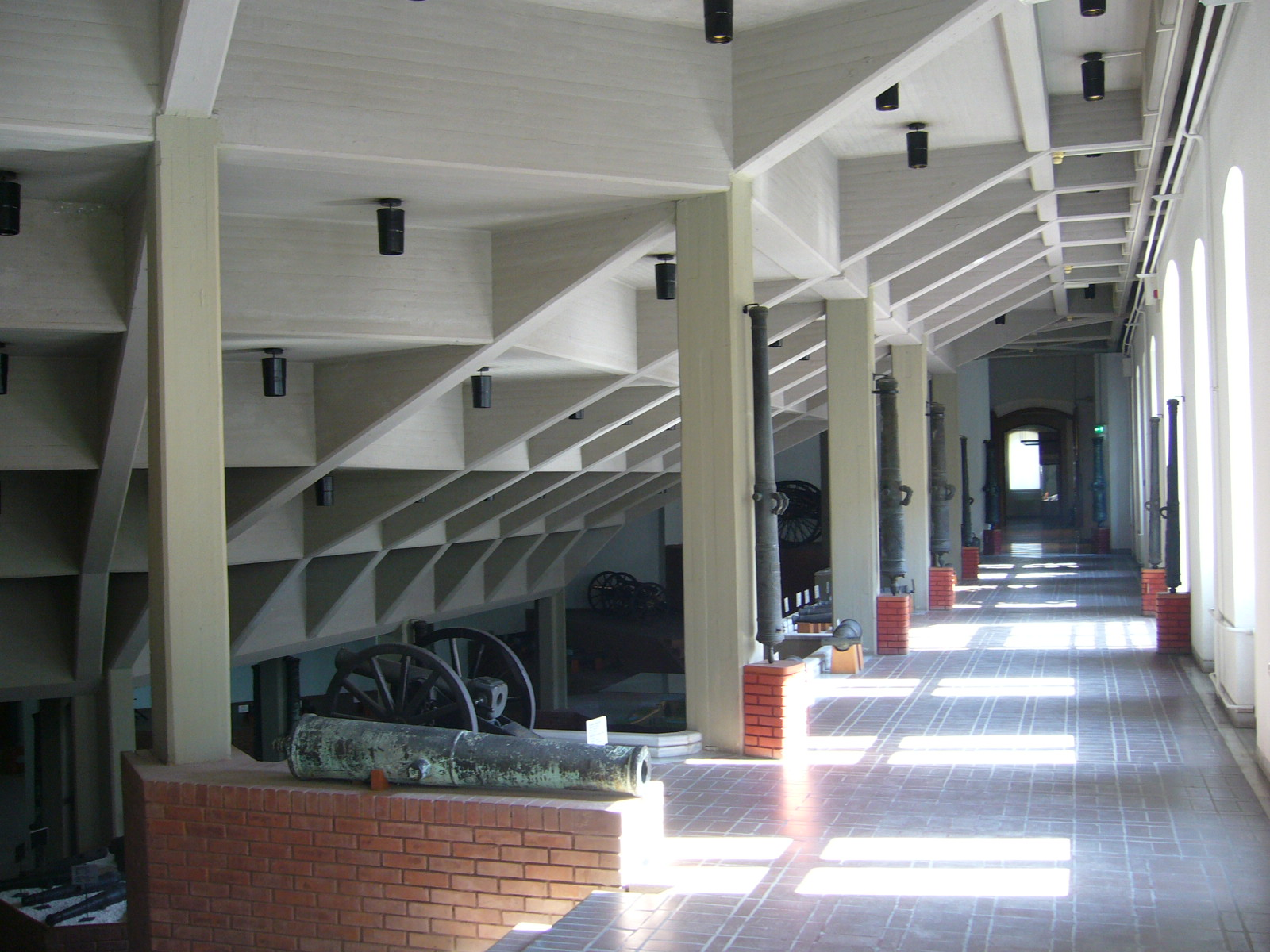
Kanonenhalle im Militärmuseum von Istanbul

## Zeit nach 1683

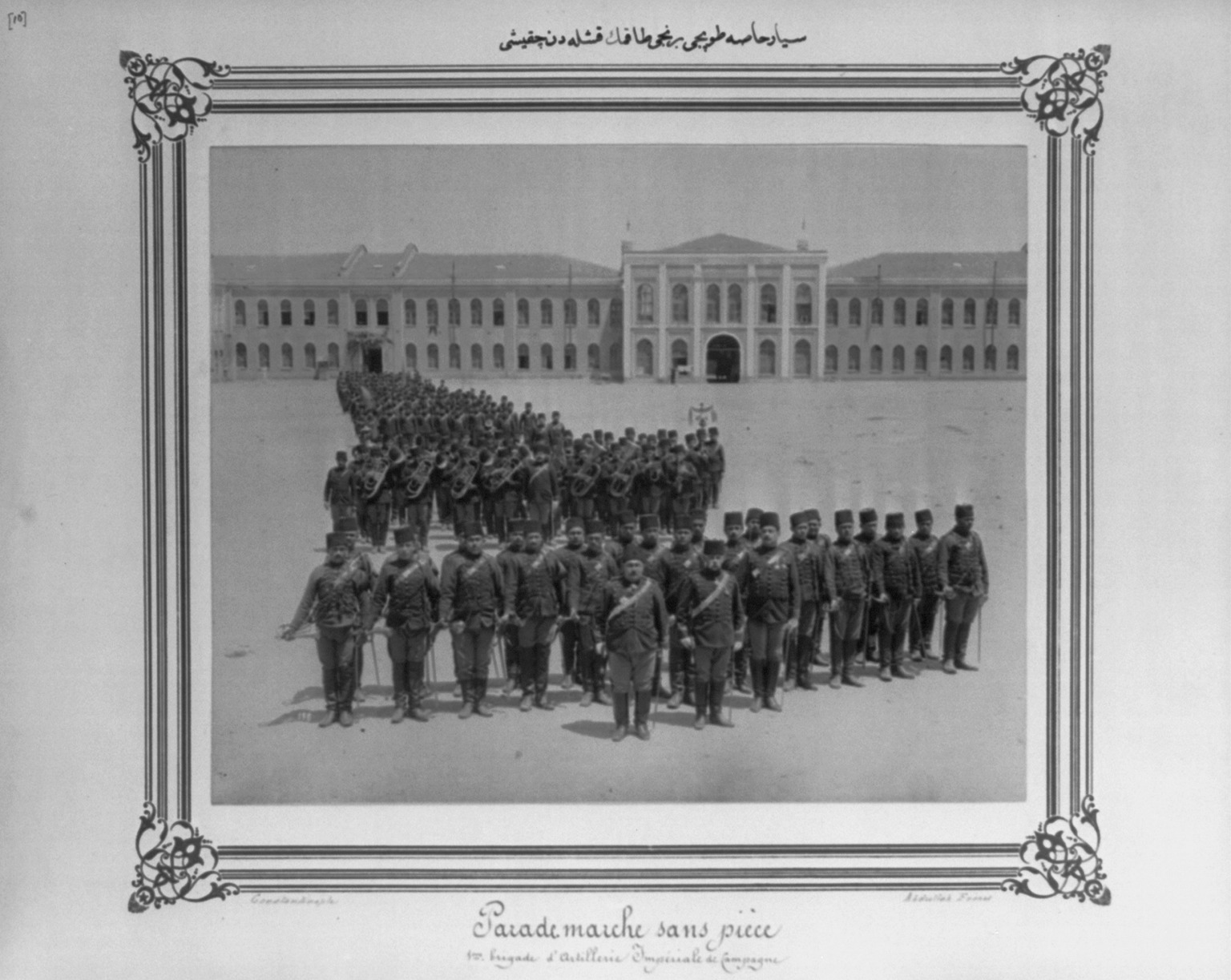
1. Mobile Garde-Artillerie vor der Topcu-Kaserne in Istanbul

Die gescheiterte zweite Wiener Türkenbelagerung 1683 war ein Wendepunkt in der Geschichte, von nun an geriet das Osmanische Reich in die Defensive. Doch die Topçular waren auch weiterhin von Bedeutung. Eine Armee Peters des Großen von Russland wurde 1711 in ihrem befestigten Lager an der Pruth von den Osmanen mit 470 Feldgeschützen beschossen und zur Aufgabe gezwungen. Unter Sultan Mahmud I. organisierte der Franzose Comte Claude Alexandre de Bonneval (Ahmet Pascha) um 1725 die Armee und somit auch die Topçular nach europäischem Muster neu. 1770 formierte der schwedische Baron de Tott die Küstenartillerie der Dardanellen erfolgreich gegen den Angriff einer russischen Flotte aus der Ägäis. Der Aufstand der Janitscharen gegen die Heeresreform 1826 wurde von der neuen Artillerietruppe blutig niedergeschlagen (das sogenannte „Wohltätige Ereignis“). Beim Russisch-Osmanischen Krieg 1877–1878 war diese Truppe bereits 15.000 Mann stark, mit 540 modernen Geschützen. Das Riesengeschütz, das 1915 die Dardanellen verteidigte, wurde von der deutschen Firma Krupp erzeugt.
Durch den Zusammenbruch des Osmanischen Reiches nach dem 1. Weltkrieg löste sich auch die Armee auf. Mustafa Kemal Atatürk formierte nach der Republikgründung 1923 die Streitkräfte neu.

## Bildergalerie 2

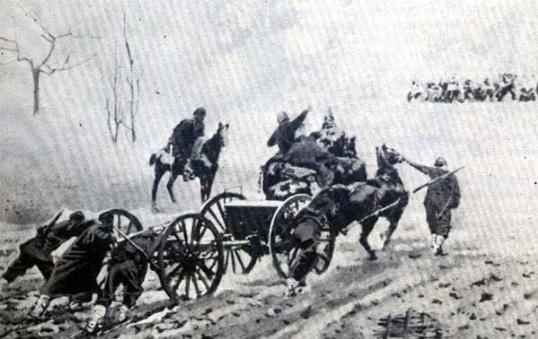
Gebirgskrieg am Sarikamiş-Pass 1914
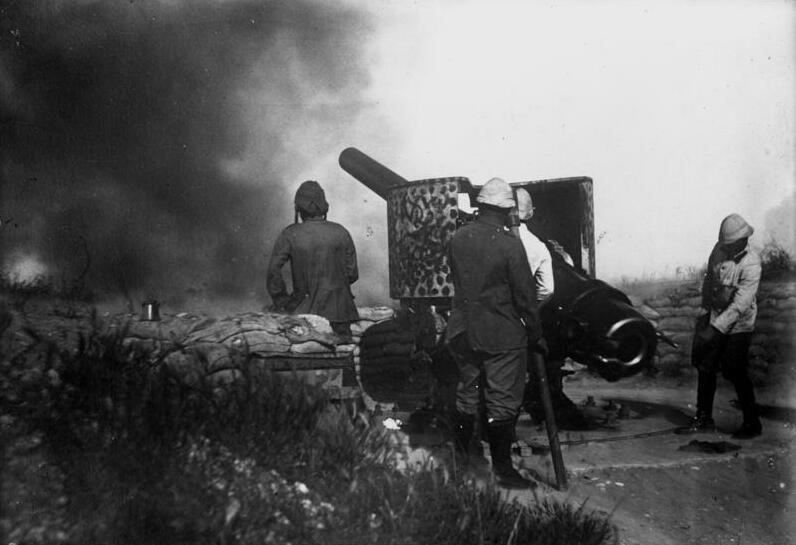
Schweres Geschütz an den Dardanellen 1915
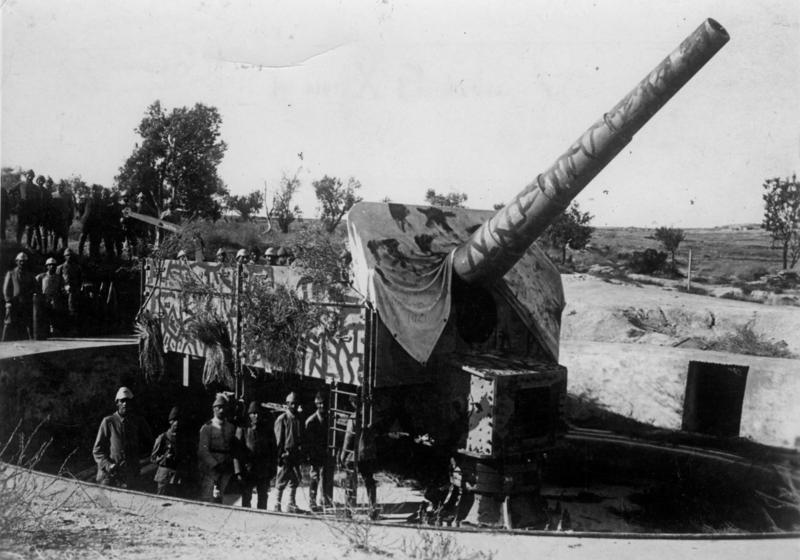
Schweres Geschütz an den Dardanellen 1915
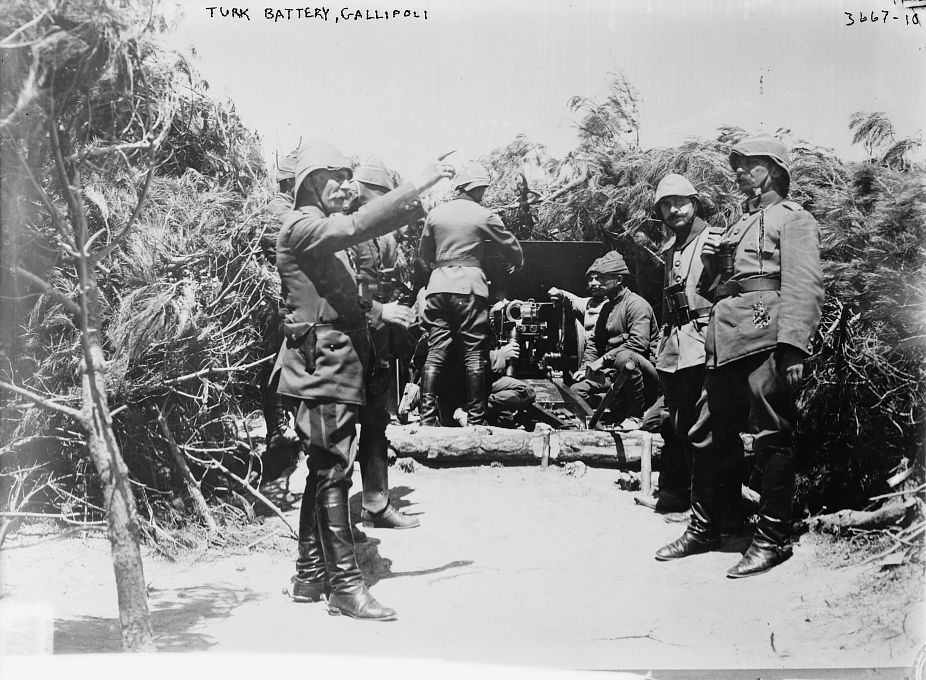
Getarnte Stellung an den Dardanellen 1915

## Trivia

Artillerist auf einer Kamelkanone, L. F. v. Marsigli 1737

Der Graf Marsigli zeigt in seinem Werk den Kupferstich einer „Kamelkanone“. Links und rechts am Sattel eines Kamels war je ein leichtes Geschütz befestigt, das der oben sitzende Artillerist mittels Zündschnur abfeuern konnte. Für Dromedar und Kanonier wohl gefährlicher als für den Feind.
Bei der zweiten Wiener Türkenbelagerung wurden aus den neunzehn Kolomborna-Geschützen, den schwersten Kalibern Kara Mustafa Paschas, von den türkischen Kanonieren je sechs bis acht Schüsse in der Stunde abgefeuert. Weil aber die meisten davon zu hoch oder zu kurz lagen, machte in der belagerten Stadt bald ein Gerücht die Runde: Ahmed Bey, der Topçu-Pascha im Heer des Großwesirs sei angesichts der Kirchtürme Wiens von Gewissensbissen geplagt und lasse seine Kanonen absichtlich fehlschießen. In der Tat war er ein zum Islam konvertierter französischer Kapuzinerbruder. Der wahre Grund ist wohl, dass die türkische Artillerie gegen Ende des 17. Jahrhunderts bereits ziemlich veraltet war (es wurden zum Großteil noch handbearbeitete Steinkugeln und Eisen-Vollkugeln verwendet, kaum Granaten).